# Spanische Badminton-Mannschaftsmeisterschaft 2022/23
Die Spanische Badminton-Mannschaftsmeisterschaft 2022/23 war die 37. Auflage der Teamtitelkämpfe in Spanien. Sie startete am 17. September 2022 und endete am 22. April 2023. Meister wurde CB IES La Orden.

## Teams Gruppe A
| Team                               | Ort         | Spielstätte                               |
| ---------------------------------- | ----------- | ----------------------------------------- |
| CB IES La Orden                    | Huelva      | Polideportivo Andrés Estrada              |
| CB San Fernando                    | Valencia    | Pabellón Fuensanta                        |
| CB Oviedo                          | Oviedo      | Polideportivo Corredoria Arena            |
| Club Bádminton Ravachol Pontevedra | Pontevedra  | Centro Gallego de Tecnificación Deportiva |
| CB Benalmádena                     | Benalmádena | Polideportivo Arroyo de la Miel           |

## Vorrunde Gruppe A
|   | Team                    | Punkte | J | G | P | PG | PP | JF  | JC  | PF   | PC   |
| - | ----------------------- | ------ | - | - | - | -- | -- | --- | --- | ---- | ---- |
| 1 | Recreativo IES La Orden | 21     | 8 | 7 | 1 | 41 | 15 | 134 | 60  | 1907 | 1439 |
| 2 | Oviedo                  | 12     | 8 | 4 | 4 | 31 | 25 | 107 | 91  | 1777 | 1649 |
| 3 | Ravachol Pontevedra     | 9      | 8 | 3 | 5 | 24 | 32 | 88  | 110 | 1592 | 1773 |
| 4 | San Fernando Valencia   | 9      | 8 | 3 | 5 | 23 | 33 | 92  | 116 | 1756 | 1895 |
| 5 | Benalmádena             | 9      | 8 | 3 | 5 | 21 | 35 | 81  | 125 | 1676 | 1952 |

## Teams Gruppe B
| Team                                | Ort          | Spielstätte                            |
| ----------------------------------- | ------------ | -------------------------------------- |
| CB Arjonilla                        | Arjonilla    | Pabellón Municipal de Arjonilla        |
| Club Bádminton Rinconada            | La Rinconada | Pabellón Fernando Martín               |
| Granada GRUPO TORRES                | Granada      | Complejo Deportivo Núñez Blanca        |
| Club Bádminton Paracuellos Torrejón | Madrid       | Polideportivo de Paracuellos de Jarama |
| CD Universidad de Valladolid        | Valladolid   | Campus Deportivo Fuente la Mora        |

## Vorrunde Gruppe B
|   | Team                         | Punkte | J | G | P | PG | PP | JF  | JC  | PF   | PC   |
| - | ---------------------------- | ------ | - | - | - | -- | -- | --- | --- | ---- | ---- |
| 1 | Rinconada - Sevilla          | 21     | 8 | 7 | 1 | 43 | 13 | 133 | 51  | 1810 | 1364 |
| 2 | Arjonilla                    | 18     | 8 | 6 | 2 | 36 | 20 | 123 | 80  | 1896 | 1625 |
| 3 | Granada Inmobiliaria Torres  | 15     | 8 | 5 | 3 | 31 | 25 | 103 | 96  | 1736 | 1731 |
| 4 | Grupo ANT Paracuellos        | 6      | 8 | 2 | 6 | 19 | 37 | 84  | 122 | 1724 | 1927 |
| 5 | CD Universidad de Valladolid | 0      | 8 | 0 | 8 | 11 | 45 | 54  | 148 | 1522 | 2041 |

## Halbfinale
| Team 1          | Ergebnis | Team 2       | Hin | Rück |
| --------------- | -------- | ------------ | --- | ---- |
| CB IES La Orden | 5-2      | CB Arjonilla | 5-2 | -    |
| CB Rinconada    | 7-0      | CB Oviedo    | 7-0 | -    |

## Finale
| Team 1          | Ergebnis    | Team 2       | Hin | Rück |
| --------------- | ----------- | ------------ | --- | ---- |
| CB IES La Orden | 7-7 (26-25) | CB Rinconada | 5-2 | 2-5  |